# Partie de cartes
Singles de Johnny Hallyday
Un jour viendra
(1999) Pardon
(2000)
Clip vidéo
[vidéo] « Partie de cartes », sur YouTube
Partie de cartes est une chanson de Johnny Hallyday issue de son album de 1999 Sang pour sang. Elle est également sortie en single qui atteint la 13e place en France en avril 2000.

## Développement et composition
La chanson a été écrite par David Hallyday et Vincent Ravalec. L'enregistrement a été produit par Pierre Jaconelli et David Hallyday.

## Liste des pistes
Single CD (2000, Mercury 562 611-2)
1. Partie de cartes (4:16)
2. Les Larmes de gloire (3:30)[2]

Single maxi 12" 45 tours (1999, Mercury 562 611-1, édition limitée et numérotée)
1. Partie de cartes (4:16)
2. Les Larmes de gloire (3:30)[3]

## Classements
| Classement (2000)                       | Meilleure position |
| --------------------------------------- | ------------------ |
| Belgique (Wallonie Ultratop 50 Singles) | 34                 |
| France (SNEP)                           | 13                 |